# Grammosciadium
Grammosciadium là chi thực vật có hoa trong họ Apiaceae.